# Фалун Гонг
Фалун Гонг (китайски традиционен: 法輪功, опростен: 法轮功, пинин: Fǎlún Gōng) или Фалун Дафа (китайски традиционен: 法輪大法, опростен: 法轮大法, пинин: Fǎlún dàfǎ; буквално: „Практика на колелото на закона“ или „Велик път на колелото на закона“) е китайска духовна практика, която съчетава медитация и чигонг (цигун, ци гун) упражнения с морална философия, основана върху принципите истинност, доброта и търпение (китайски: 真, 善, 忍). Практиката поставя ударение на нравствеността и развиването на добродетели. Причислява се към чигонг (ци гун) практиките от Буда школата, въпреки че ученията ѝ включват също елементи от Дао школата. Чрез висока нравственост и медитация, практикуващите Фалун Гонг се стремят да елиминират привързаности, като в резултат постигнат духовно просветление.
Фалун Гонг започва да се преподава публично в североизточен Китай през 1992 г. от Ли Хонгджъ. Появява се в края на т.нар. „чигонг бум“ в Китай – период, през който подобни медитативни практики, упражнения, включващи бавни движения и контролирано дишане, бързо се разпространяват. Фалун Дафа се различава от другите чигонг (ци гун) практики по това, че не изисква формално членство или плащането на такси, няма ежедневни ритуали на поклонение и поставя ударение върху морала и теологичната природа на учението. Западните академици описват Фалун Гонг като чигонг дисциплина, „духовно движение“, „култивационна система“ в традицията на китайската древност или като форма на китайската религия.
Въпреки че практиката първоначално се радва на значителна подкрепа от страна на китайските официални власти от средата до към края на 90-те години, комунистическата партия и обществените организации за сигурност все по-често започват да гледат на Фалун Гонг като потенциална заплаха поради неговия размер, независимост от държавата и духовни учения. До 1999 г. правителствената оценка за броя на практикуващите Фалун Гонг е около 70 млн. Напрежението достига връхната си точка през април 1999 г., когато над 10 хил. практикуващи Фалун Гонг се събират мирно близо до централната правителствена сграда в Пекин, за да поискат признаване на правата си и свобода от държавна намеса. Тази демонстрация е широко разглеждана като катализатор на последващото преследване.
На 20 юли 1999 г. ръководството на Комунистическата партия стартира национална репресия и многообразна пропагандна кампания с цел да заличи практиката. Кампанията блокира интернет достъпа до уебсайтове, в които се споменава Фалун Гонг и през октомври 1999 г. обявява Фалун Гонг за „еретична организация“, заплашваща социалната стабилност. Практикуващите Фалун Гонг в Китай са жертва на множество нарушения на човешките права: стотици хиляди са вкарани в затвора незаконно, а задържаните практикуващи са подложени на насилствен труд, психически тормоз, изтезания и други насилствени методи на превъзпитание в ръцете на китайските власти. Правозащитни организации са изчислили, че от 2009 г. най-малко 2000 практикуващи Фалун Гонг са починали в резултат на насилие по време на арест. Някои наблюдатели смятат, че цифрата е значително по-голяма и съобщават, че вероятно десетки хиляди са били убити, за да захранят индустрията за трансплантация на органи в Китай. В годините след началото на преследването, практикуващи Фалун Гонг са станали активни застъпници за повече права за хората в Китай.
Основателят на Фалун Гонг – Ли Хонгджъ, живее в САЩ от 1996 г., а Фалун Гонг има доста голям брой поддръжници по света. Смята се, че в Китай десетки милиони продължават да практикуват Фалун Гонг въпреки преследването. Стотици хиляди практикуват Фалун Гонг извън Китай в над 70 страни по целия свят.

## Произход
Фалун Гонг най-често се идентифицира с чигонг движението в Китай. чигонг е съвременен термин, който се отнася до различни практики, включващи бавни движения, медитация и регулирано дишане. Упражнения, подобни на чигонг, са били практикувани от будистки монаси, майстори даоисти по бойни изкуства и конфуциански учени като средство за духовно, морално и физическо усъвършенстване.
Съвременното движение на чигонг се появява в началото на 50-те години, когато комунистическите кадри приемат техниките като начин за подобряване на здравето. Новият термин „чигонг“ е конструиран така, че да избягва обвързването с религиозни практики, които са склонни да бъдат означени като „феодално суеверие“ и преследвани по време на епохата на Мао. Ранните практикуващи чигонг избягват религиозните нюанси и разглеждат чигонг главно като клон на китайската медицина. В края на 70-те години китайските учени твърдят, че са открили материалното съществуване на Чи енергията, която чигонг се опитва да използва. В духовния вакуум на епохата след Мао десетки милиони, предимно възрастни китайски граждани и хора от градовете, започват да практикуват чигонг и различни харизматични чигонг майстори основават свои практики. В определен момент се преподават над 2000 разновидности на чигонг. Държавното китайско общество за научни изследвания на чигонг (CQRS) е създадено през 1985 г., за да контролира и администрира движението. На 13 май 1992 г. Ли Хонгджъ провежда първия си публичен семинар за Фалун Гонг (наричан още Фалун Дафа) в североизточния град Чанчун. В неговата духовна биография се казва, че Ли Хонгджъ е научил методи на „култивационна практика“ от няколко майстори на будистките и даоистки традиции, включително Куан Юе, десетия наследник на Великия закон на Буда школата и учител в школата на Великия път с даоистки псевдоним „Истински даоист от планината Чайгай“. Смята се, че Фалун Дафа е резултат от направена от Майстор Ли реорганизация и записване на ученията, които са му били предадени.
Той представя Фалун Гонг като част от „вековна култивационна традиция“ и като резултат се опитва да съживи религиозните и духовни елементи на чигонг практиката, които били отхвърлени в по-ранната комунистическа епоха. Дейвид Палмър пише, че Ли Хонгджъ „предефинира метода си, като си поставя съвсем различни цели от чигонг: целта на практиката не трябва да бъде нито физическото здраве, нито развитието на свръхестествени сили, а да се пречисти сърцето/съзнанието и да се постигне духовно спасение“.
Фалун Гонг се отличава от другите чигонг школи и в това, че учението му обхваща широк спектър от духовни и метафизични теми, като се набляга на морала и добродетелта и се развива пълна космология. Практиката се идентифицира с Буда школата, но се основава на концепциите и езика, открити в даоизма и конфуцианството. Това кара някои учени да описват практиката като синкретична вяра.

## Вярвания и практики

### Основни учения
Фалун Гонг се стреми да даде възможност на практикуващите да се извисят духовно чрез висока морална нравственост и практика на набор от упражнения и медитация. Трите му основни принципа са Истината (真, Zhēn), Състраданието (善, Shàn) и Търпението (忍, Rěn). Заедно тези принципи се разглеждат като фундаменталната природа на вселената, критерият за разграничаване на правилно от погрешно и се считат за най-висшата проява на Дао или на будисткия Дхарма. Култивирането на тези добродетели и придържането към тях се разглежда като основна част от практиката на Фалун Гонг В основния текст „Джуан Фалун“ (转法轮), публикуван през 1995 г., Ли Хонгджъ пише: „Няма значение как се променят моралните стандарти на човечеството... Природата на вселената не се променя и е единственият стандарт да се определи кой е добър и кой е лош. За да бъдеш самоусъвършенстващ се, трябва да приемеш природата на вселената за свой водач в издигането си“.
Практиката на Фалун Гонг се състои в две неща: в изпълняването на упражнения и в подобряването на шиншин (xinxing – нравствен характер, темперамент). В основната книга на Фалун Гонг Майстор Ли обяснява, че шиншин „включва добродетелта (която е вид материя), търпение, пробуждане към нещата, отказ от неща – отказ от желанията и привързаностите на обикновените хора – както и издържане на трудности, като част от характеристиките му“. Повишаването на моралния характер се постига от една страна чрез привеждане в съответствие на живота с истината, добротата и толерантността и от друга страна, изоставяйки желанията и „отрицателните мисли и поведения, като алчност, печалба, похот, желание, убийство, борба, кражба, грабеж, измама, ревност и т.н.“
Сред основните понятия, открити в учението на Фалун Гонг, е съществуването на „добродетел“ ("德, Dé) и „карма“ (" 業, Yè). Добродетелта се генерира чрез вършене на добри дела и понасяне на страдания, докато кармата се натрупва чрез извършване на лоши дела. Съотношението на карма към добродетел се смята за определящо на човешката съдба в този живот или в следващия. Докато добродетелта поражда добър късмет и позволява духовна трансформация, натрупването на карма води до страдание, болест и отчуждаване от природата на вселената. Духовното издигане се постига чрез премахване на отрицателната карма и натрупването на добродетел.
Учението на Фалун Гонг постулира, че човешките същества са изначално добри, дори божествени, но са слезли в този свят на заблуда и страдание, след като са развили егоизъм и са натрупали карма. За да се завърнат отново към първоначалната си същност, практикуващите Фалун Гонг трябва да се асимилират с характеристиката на истина, доброта и търпение, да се освободят от „привързаности и желания“ и да понасят страдания, за да изплатят карма. Крайната цел на практиката е просветление или духовно съвършенство (yuanman) и освобождаване от цикъла на прераждането, познат в будистката традиция като самсара.
Традиционната китайска културна мисъл и модерността са две насоки в учението на Ли Хонгджъ. Във Фалун Гонг отекват традиционните китайски убеждения, че хората са свързани с вселената чрез ума и тялото, а Ли се опитва да предизвика „общоприетите нагласи“ за природата и генезиса на вселената, времепространството и човешкото тяло. Практиката се основава на мистицизма в Източна Азия и на традиционната китайска медицина, критикува предполагаемо самоналожените граници на съвременната наука, особено еволюцията и разглежда традиционната китайска наука като напълно различна, но също толкова валидна онтологична система.

### Упражнения
В допълнение към моралната си философия Фалун Гонг съдържа четири стоящи упражнения и една седяща медитация. Упражненията се считат за вторични след моралното издигане, въпреки че са съществен компонент от култивационната практика на Фалун Гонг.
Първото упражнение, наречено „Буда протяга хиляди ръце“, е предназначено да улеснява свободното движение на енергия през тялото и да отваря меридианите. Второто упражнение „Фалун стояща позиция“ включва задържането на четири статични позиции (всяка от които прилича на задържане на колело), за продължителен период от време. Целта на това упражнение е „да повиши мъдростта, да увеличи силата, да повиши нивото на човека и да укрепи божествените сили“. Третото: „Проникване в двата космически края“, включва три комплекта движения, които имат за цел изтласкването на лоша енергия (например патогенно или черно чи) и събирането на добра енергия в тялото. Чрез правенето на това упражнение практикуващият се стреми да пречисти тялото си. Четвъртото упражнение „Небесен кръг на Фалун“ се стреми да циркулира свободно енергията в тялото. За разлика от първите четири упражнения, петото упражнение се изпълнява в седящата лотосова позиция. Наречено „Усилване на божествените сили“, това е медитация, предназначена да бъде поддържана възможно най-дълго.
Фалун Гонг упражненията могат да се практикуват индивидуално или в група и могат да се изпълняват с различна продължителност в зависимост от нуждите и способностите на отделния практикуващ. Портър пише, че практикуващите Фалун Гонг се насърчават да четат книги на Фалун Гонг и да практикуват упражненията редовно, за предпочитане ежедневно. Фалун Гонг упражненията се практикуват групово в паркове, университетски кампуси и други обществени пространства в над 70 страни по света и се преподават безплатно от доброволци. В допълнение към петте упражнения през 2001 г. е въведена друга медитация, наречена „изпращане на праведни мисли“, която има за цел да намали преследването на духовно ниво.
Пилотно изследване, включващо геномното профилиране, извършено на шестима Фалун Дафа практикуващи, показва, че „промените в генната експресия на практикуващите Фалун Гонг, за разлика от нормалните здрави контроли, се характеризират с повишен имунитет, намаляване на клетъчния метаболизъм и промяна на апоптотичните гени в посока бързо разтваряне на възпаленията“.
В допълнение към постигането на физическо здраве, много будистки и даоистки медитационни системи се стремят да трансформират физическото тяло и да култивират различни свръхестествени способности (шентон), като телепатия и божествено зрение. Дискусиите за свръхестествени умения са характерни и за чигонг движението, а съществуването им бива общоприето в китайската научна общност през 80-те години на миналия век. Ученията на Фалун Гонг твърдят, че практикуващите могат да придобият свръхестествени способности чрез комбинация от морално култивиране, медитация и упражнения. Те включват (но не се ограничават до) ясновидство, ясно чуване, телепатия и божествено виждане (чрез отваряне на третото или Небесното око). Фалун Гонг подчертава обаче, че тези способности могат да се развият само като резултат от моралната практика и не трябва да бъдат преследвани или небрежно демонстрирани. Според Дейвид Оунби, Фалун Гонг учи, че „гордостта от способностите или желанието да се покажат са белези на опасни привързаности“ и Майстор Ли предупреждава последователите си да не се разсейват с преследването на такива способности.

### Социален живот
Фалун Гонг се отличава от будистките монашески традиции, тъй като придава голямо значение на участието в светския живот. Практикуващите Фалун Гонг трябва да поддържат нормални работно място и семеен живот, да спазват законите на съответните си държави и да не се дистанцират от обществото. Изключение се прави за будистките монаси и монахини, на които е позволено да продължат монашеския си начин на живот, докато практикуват Фалун Гонг.
Като част от акцента си върху етичното поведение ученията на Фалун Гонг препоръчват строг личен морал за практикуващите. От тях се очаква да действат честно, да вършат добри дела и да са търпеливи, когато срещат трудности. Например Майстор Ли казва, че практикуващият Фалун Гонг „не трябва да удари, когато е нападнат, и не бива да отговаря, когато е оскърбен“. В допълнение, трябва да „изостави негативните мисли и поведение“ като алчността, измамата, ревността и т.н.. Ученията съдържат препоръка срещу тютюнопушенето и консумацията на алкохол, тъй като те се считат за причиняващи зависимости, които са вредни за здравето и мисловната яснота. На практикуващите Фалун Гонг е забранено да убиват живи същества (включително животни с цел получаване на храна), въпреки че не се изисква да преминат към вегетарианска диета.
Освен това практикуващите Фалун Гонг трябва да изоставят различни светски привързаности и желания. В хода на самоусъвършенстването практикуващият Фалун Гонг има за цел да се откаже от преследването на слава, парична печалба, сантименталност, както и от други желания. Ученията на Майстор Ли многократно подчертават празнотата в преследването на материалното; въпреки че практикуващите Фалун Гонг не се насърчават да напускат работата си или да отбягват парите, от тях се очаква да се откажат от психологическите привързаности към тези неща. По същия начин като привързаности се третират сексуалното желание и похотта, които трябва да бъдат изоставени; от Фалун Гонг практикуващите се очаква да сключват брак и да имат семейства, а всички сексуални отношения извън границите на моногамността и хетеросексуалния брак се считат за неморални. Въпреки че хомосексуалните хора могат да практикуват Фалун Гонг, за хомосексуалното поведение се смята, че генерира карма и следователно се разглежда като несъвместимо с целите на практиката.
В гледната точка на Фалун Гонг се включва убеждението, че различните етноси имат връзка със собствен рай и че индивиди от смесена раса губят някакъв аспект от тази връзка. Но Майстор Ли твърди, че това да си със смесен произход не засяга душата на човека, нито пречи на способността му да се усъвършенства. Практиката няма официална позиция срещу междурасовите бракове, а много практикуващи Фалун Гонг имат деца в смесени бракове.
Доктрината Фалун Гонг съветва срещу участие в политически или социални въпроси. Прекомерният интерес към политиката се разглежда като привързаност към светската сила и влияние, а Фалун Гонг се стреми към превъзмогване на преследването им. Според Ху Пин „Фалун Гонг се занимава само с пречистването на индивида чрез физически упражнения и не засяга социални или национални интереси. Не се предлага или дори внушава модел за социална промяна. Много религии ... до известна степен преследват социални реформи ... но при Фалун Гонг няма такава тенденция“.

### Текстове
Първата книга за учението на Фалун Гонг е публикувана през април 1993 г. Наречена е „Китайски Фалун Гонг" или просто „Фалун Гонг“. Това е уводният текст, който обсъжда чигонг, връзката на Фалун Гонг с будизма, принципите на култивационната практика и подобряването на моралния характер. Книгата предлага илюстрации и обяснения на упражненията и медитацията.
Основната част от ученията се съдържа в книгата „Джуан Фалун“, публикувана на китайски език през януари 1995 г. Книгата е разделена на девет лекции и се основава на редактирани транскрипции на лекциите, които Майстор Ли провежда в Китай през 1992 – 1995 г.. От тогава, текстовете на Фалун Гонг са преведени на още над 40 езика. В допълнение към тези основни текстове Майстор Ли публикува няколко книги, лекции, статии и поетични книги, които са достъпни безплатно на уебсайтовете на Фалун Гонг.
Ученията на Фалун Гонг използват множество непроменени китайски религиозни и философски термини и чести алюзии към герои и инциденти в китайската народна литература и концепции, извлечени от китайската народна религия. Това, съчетано с буквалния стил на превод на текстовете, който имитира разговорния стил на речите на Майстор Ли, могат да направят писанията на Фалун Гонг трудни за разбиране за хората на Запад.

### Символи
Основният символ на практиката е Фалун („Колело на Закона“ или „Дхармачакра“ на санскрит). В будизма „Дхармачакра“ представлява пълнотата на учението. „Да завъртиш колелото на закона“ (Джуан Фалун) е заглавието на основния текст на Фалун Гонг и обикновено се разбира като да проповядваш будистката доктрина. Въпреки позоваването на будисткия език и символи Колелото на Закона, както се разбира във Фалун Гонг, има различно значение и се счита, че съответства на вселената. Фалун е изобразен чрез символ, състоящ се от една голяма и четири малки сриваци (свастики) и четири малки Тайдзи (ин-ян) символа от даоистката традиция.

### Период Краят на Дхарма
Майстор Ли основава учението си Фалун Гонг в „периода Краят на Дхарма“ (Mo Fa, 末法), описан в будистките писания като епоха на морален упадък, когато ученията на будизма трябва да бъдат коригирани. Настоящата епоха е описана в учението на Фалун Гонг като „Фа коригиране“ (zhengfa, което също може да бъде преведено като „коригиране на Закона“), време на космически преход и обновяване. Процесът на Фа коригирането се налага от моралния упадък и дегенерацията на живота във вселената и в контекста след 1999 г. преследването на Фалун Гонг от страна на китайското правителство се разглежда като ясен признак на този морален упадък. Чрез процеса на коригирането на Фа животът ще бъде пренареден спрямо моралните и духовни качество на всеки, като добрите хора ще бъдат спасени и издигнати на по-високи духовни нива, а лошите – елиминирани или понижени надолу. В тази парадигма Майстор Ли поема ролята да коригира Закона чрез разпространението на своите морални учения.
Някои учени като Мария Сия Чан и Сюзън Палмър са описали неговата реторика за Фа коригирането и предоставянето на спасение „в крайния период на последното опустошение“ като апокалиптична. Но Бенджамин Пени твърди, че ученията на Майстор Ли са по-добре разбираеми в контекста на „будистката теория за цикъла на Дхарма или будисткия закон“. Ричард Гънд отбелязва, че за разлика от апокалиптичните групи на Запад Фалун Гонг не се фокусира върху смъртта или края на света, а вместо това „има просто, невинно, етично послание“. Ли Хонгджъ не обсъжда „време за равносметка“ и в своите учения отхвърля прогнозите за предстоящ апокалипсис.

### Категоризация
Фалун Гонг е многолика дисциплина, която означава различни неща за различните хора, вариращи от набор от физически упражнения за постигане на по-добро здраве и практика на самоусъвършенстване до морална философия и нова система от знания. Учени и журналисти са възприели различни термини и класификации в описанието на Фалун Гонг, някои от които са по-точни от други.
В културния контекст на Китай Фалун Гонг обикновено се описва или като система на чигонг, или като „практика за самоусъвършенстване“ (xiulian). Самоусъвършенстването е китайски термин, който описва процеса, чрез който индивидът се стреми към духовно съвършенство, често чрез физическа и морална подготовка. Разновидности на практиките за самоусъвършенстване се намират в цялата история на Китай, обхващащи будистки, даоистки и конфуциански традиции. Бенджамин Пени, професор по китайска история в Австралийския национален университет, пише, че „най-добрият начин да се опише Фалун Гонг е като система за самоусъвършенстване. Системите за самоусъвършенстване са характерни за китайския живот в продължение на най-малко 2500 години“. чигонг практиките могат да се разбират и като част от по-широка традиция на „практиките за самоусъвършенстване“.
На Запад Фалун Гонг често се окачествява като религия въз основа на неговите теологични и морални учения, на отношението му към духовното самоусъвършенстване и трансформация и на множеството текстове. Групите по правата на човека съобщават за преследването на Фалун Гонг като нарушение на религиозната свобода, а през 2001 г. на Фалун Гонг бе присъдена Международна награда за свобода на вероизповеданието от Freedom House.
Самите практикуващи Фалун Гонг понякога се дистанцират от тази класификация. Това отхвърляне отразява сравнително ограничеото определение на „религия“ (zongjiao) в съвременен Китай. Според Дейвид Оунби религията в Китай е дефинирана през 1912 г. като „световно-исторически вероизповедания“, които имат „добре развити институции, духовенство и текстуални традиции“, а именно: будизма, даоизма, исляма, източното православие, протестантството и католицизма. Фалун Гонг няма такива характеристики, няма храмове, ритуали за поклонение, духовенство или формална йерархия. Освен това, ако Фалун Гонг се беше описал като религия в Китай, вероятно би предизвикал незабавното си потискане. Независимо от тези исторически и културни обстоятелства, практиката често се описва като форма на китайска религия.
Въпреки че често се споменава в журналистическата литература като такава, Фалун Гонг не отговаря на определението за „секта“. Секта обикновено се определя като клон или деноминация на установената система от вярвания или на популярна църква. Въпреки че Фалун Гонг се основава на будистки и даоистки идеи и терминология, той не твърди, че има директна или наследствена връзка с тези религии. Социолозите разглеждат сектите като подбрани групи, които съществуват в рамките на ясно определени граници, със строги стандарти за приемане и стриктни обвързаности. Но както отбелязва Ной Портър, Фалун Гонг не споделя тези качества: няма ясно определени граници и всеки може да го практикува. Чери Шун-Чинг Чан също така пише, че Фалун Гонг „категорично не е секта“: неговите практикуващи не прекъсват връзките си със светското общество, то е „слабо структурирано с гъвкаво членство и толерантно към други организации и вероизповедания“ и е повече ангажирано с лично, а не колективно преклонение.

### Организация
В основата си Фалун Гонг е „безформен“, има малка или никаква материална или формална организация. Практикуващите Фалун Гонг не могат да събират пари или такси, да изцеляват или да преподават или тълкуват учението за другите. В практиката няма администратори или длъжностни лица, няма система за членство и няма църкви или физически места за поклонение. В отсъствието на членство или обреди за посвещаване, практикуващ Фалун Гонг може да бъде всеки, който избере да се идентифицира като такъв. Изучаващите го са свободни да участват в практиката и да следват ученията до толкова, доколкото биха искали да го правят, а практикуващите не дават указания на другите в какво да вярват или как да се държат.
Духовният авторитет се съдържа изключително в ученията на основателя Ли Хонгджъ. Но организационно Фалун Гонг е децентрализиран, а местните клонове и асистентите не получават специални привилегии, авторитет или титли. Доброволните „асистенти“ или „лица за контакт“ нямат власт над други практикуващи, независимо колко дълго са практикували Фалун Гонг. Духовният авторитет на Майстор Ли в практиката е абсолютен, но организацията на Фалун Гонг работи срещу тоталитарния контрол и Ли не се намесва в личния живот на практикуващите. Практикуващите Фалун Гонг нямат никакъв или почти никакъв контакт с Ли, освен чрез изучаването на неговите учения. Във Фалун Гонг няма йерархия за налагане на праволинейност и малко или никакво внимание се отделя на следване на догматичен ред. „Единственото, което се подчертава, е необходимостта от строго морално поведение“, казва Крейг Бургдоф, професор по религиозни изследвания.
Доколкото във Фалун Гонг съществува организация, тя се ограничава до глобална, в голяма степен виртуална онлайн общност. По-специално електронна комуникация, имейл списъци и няколко на брой уебсайтове са основното средство за координиране на дейностите и разпространение на ученията на Ли Хонгджъ.
Извън континентален Китай, в около 80 държави съществува доброволческа мрежа от лица за контакт, регионални асоциации на Фалун Дафа и университетски клубове. Ученията на Ли Хонгджъ се разпространяват безплатно, основно в интернет. В повечето средни и големи градове практикуващите Фалун Гонг редовно организират групова медитация или учебни сесии, в които практикуват упражнения на Фалун Гонг и четат текстовете на Ли Хонгджъ. Упражненията и медитационните сесии се описват като неформални групи от практикуващи, които се събират в обществени паркове – обикновено сутрин – за един до два часа. Груповите сесии за изучаване на текстовете обикновено се провеждат вечер в частни жилища или в университетски, или гимназиални класни стаи и са описани от Дейвид Оунби като „най-близкото нещо до обикновеното преживяване на „събиране на паство“, което Фалун Гонг предлага.“. Тези, които са прекалено заети, изолирани или просто предпочитат уединението, могат да изберат да практикуват самостоятелно. Когато има разходи, които трябва да бъдат покрити (например за наемане на съоръжения за мащабни конференции), разходите се поемат от инициатори и сравнително заможни отделни членове на общността.

### Организация в Китай
През 1993 г. изследователското дружество Фалун Дафа, базирано в Пекин, е прието като клон на Държавното китайско чигонг изследователско дружество (CQRS), което надзирава работата на администрацията на различните школи по чигонг в страната и спонсорира дейности и семинари. Съгласно изискванията на CQRS Фалун Гонг е организиран в национална мрежа от центрове за подпомагане, „главни пунктове“, „клонове“, „направляващи пунктове“ и локални места за практикуване на упражнения, отразяващи структурата на чигонг обществото или дори на самата комунистическа партия. Асистентите на Фалун Гонг са доброволци, които преподават упражнения, организират събития и разпространяват лекциите на Майстор Ли. Изследователското общество Фалун Дафа предоставя съвети на изучаващите практиката относно медитационните техники, преводачески услуги и координация на практиката в национален мащаб.
След излизането си от CQRS през 1996 г. Фалун Гонг е подложен на засилен контрол от страна на властите и реагира на това, като приема по-децентрализирана и свободна организационна структура. През 1997 г. Изследователското дружество Фалун Дафа официално е разпуснато, заедно с регионалните „главни пунктове“. Въпреки това практикуващите продължават да се организират на местно ниво, свързани чрез електронна комуникация, междуличностни организации и групово правене на упражненията. Фалун Гонг и китайското правителство са единодушни в твърденията си, че през 1999 г. е имало около 1900 „направляващи пунктове“ и 28 263 места за упражнения на Фалун Гонг, въпреки че си противоречат относно степента на вертикална координация между тези организационни единици. В отговор на преследванията, започнали през 1999 г., когато Фалун Гонг е принуден да се прикрие, организационната структура в Китай става още по-неформална, а интернет има предимство като средство за свързване на практикуващите.
След началото на преследването на Фалун Гонг през 1999 г. китайските власти се опитват да представят Фалун Гонг като йерархична и добре финансирана организация. Джеймс Тон пише, че е в интерес на правителството да представи Фалун Гонг като сериозно организиран, за да оправдае репресирането на групата: „Колкото по-организиран можеше да се представи Фалун Гонг, толкова по-оправдана щеше да е репресията от страна на режима в името на социалния ред“. Той заключава, че твърденията на партията не съдържат „нито вътрешни, нито външни обосновани доказателства“ и че въпреки арестите и контрола, властите никога не успяват „правдоподобно да отблъснат опровержението на Фалун Гонг“.

### Демография
Преди да започне пропагандната кампания срещу Фалун Гонг, според официалните оценки броят на практикуващите го е около 70 милиона в цялата страна – цифра, която конкурира членовете на Комунистическата партия. Малко преди старта на преследването на 20 юли 1999 г. повечето китайски правителствени власти съобщават, че броят на Фалун Гонг практикуващите е между 2 и 3 милиона, въпреки че някои публикации поддържат приблизителна оценка от 40 милиона. Повечето от оценките на Фалун Гонг в същия период изчисляват общия брой практикуващи в Китай на 70 – 80 милиона. Други източници са изчислили, че Фалун Гонг в Китай е достигнал между 10 и 70 милиона практикуващи. Броят на практикуващите Фалун Гонг, които все още практикуват в Китай днес, е трудно да се потвърди; някои източници смятат, че десетки милиони продължават да практикуват в уединение.
Демографски проучвания, проведени в Китай през 1998 г. показват, че практикуващите Фалун Гонг са предимно жени и възрастни хора; от 34 351 изследвани практикуващи Фалун Гонг 27% са мъже и 73% жени, а само 38% са на възраст под 50 години. Фалун Гонг привлича също колежани, бюрократи, интелектуалци и партийни членове. Има данни, че между 23% и 40% от практикуващите са с университетско образование или в процес на придобиването му – в пъти по-високи от общите данни за населението.
Фалун Гонг се практикува от десетки и вероятно стотици хиляди извън Китай, като най-големите общности са в Тайван и северноамерикански градове с голямо китайско население като Ню Йорк и Торонто. Демографските проучвания на Палмър и Оунби в тези общности установяват, че 90% от практикуващите са етнически китайци. Средната възраст е приблизително 40 години. Сред анкетираните 56% са жени и 44% мъже; 80% са със сключен брак. Те са също и високообразовани: 9% имат докторантури, 34% – магистърска степен и 24% – бакалавърска степен.
Най-често съобщените причини Фалун Гонг да се харесва са интелектуалното му съдържание, упражненията и ползите за здравето. Некитайските практикуващи Фалун Гонг често съответстват на профила на „духовно търсещите“ хора, които са опитали различни чигонг, йога или религиозни практики преди да открият Фалун Гонг. Според Ричард Мадсън китайски учени с докторантури от престижни американски университети, които практикуват Фалун Гонг, твърдят, че съвременната физика (например Теорията на суперструните) и биологията (по-специално функцията на епифизната жлеза) предоставят научна основа за вярванията им. От тяхна гледна точка „Фалун Дафа е знание, а не религия, нова форма на наука, а не вяра“.

### 1992 – 1996
Ли Хонгджъ представя публично Фалун Гонг на 13 май 1992 г. в Чанчун, провинция Дзилин. Няколко месеца по-късно, през септември 1992 г. Фалун Гонг е признат за разновидност на чигонг от администрацията на Държавното китайско общество за научни изследвания на чигонг (CQRS). Ли Хонгджъ е признат като чигонг учител и е оторизиран да преподава практиката си в цялата страна. Както повечето чигонг учители по това време, от 1992 до 1994 г. Ли посещава големи градове в Китай, преподавайки практиката. Присъдени са му множество награди от правителствени организации.
Според Дейвид Оунби, професор по история и директор на Центъра за изследване на източна Азия в Университета на Монреал, Ли става „актуалната звезда на чигонг движението“, а Фалун Гонг е възприет от правителството като ефективно средство за намаляване на здравните разходи, за насърчаване на китайската култура и подобряване на обществения морал. През декември 1992 г. Ли Хонгджъ и няколко изучаващи Фалун Гонг участват в Азиатското здравно изложение в Пекин, където според съобщенията от организатора на изложението „са получили най-голямото признание измежду всички чигонг школи на изложението и са постигнали много добри терапевтични резултати“. Събитието спомага за нарастването на популярността на Ли и за разпространението на журналистически репортажи за лечебните сили на Фалун Гонг. През 1993 г. публикация на Министерството на обществената сигурност хвали Ли за „насърчаването на традиционните добродетели на китайския народ, за успех в борбата с престъпността, за опазване на обществения ред и сигурност и за насърчаване на почтеността в обществото“.
Фалун Гонг се отличава от други чигонг групи, като акцентира върху морала, ниските разходи и ползите за здравето. Той бързо се разпространява от уста на уста, привличайки широк кръг практикуващи от всички сфери на живота, включително многобройни членове на Китайската комунистическа партия.
От 1992 г. до 1994 г. Ли Хонгджъ събира такси за семинарните си лекции в Китай, въпреки че те са значително по-ниски от тези на конкурентните чигонг практики, а местните чигонг асоциации получават значителен дял. Ли обосновава таксите като необходими за покриване на пътните и други разходи, а в някои случаи дарява спечелените пари за благотворителни цели. През 1994 г. Ли престава да събира такси, като впоследствие постановява, че Фалун Гонг трябва винаги да бъде преподаван безплатно, а ученията му се предоставят безплатно (включително онлайн). Въпреки че някои наблюдатели смятат, че Ли продължава да печели значителни доходи чрез продажбата на книги на Фалун Гонг, други оспорват това, като отбелязват, че често книги на Фалун Гонг са в обращение като т.нар. „пиратски копия“.
С публикуването на книгите „Фалун Гонг“ и „Джуан Фалун“ Ли прави ученията си по-широко достъпни. „Джуан Фалун“, публикувана през януари 1995 г., е представена на церемония в аудиторията на Министерството на обществената сигурност и става най-продаваната книга в Китай.
През 1995 г. китайските власти започват да търсят начин за обединяване с Фалун Гонг, за да затвърдят организационната му структура и връзките му с партийната държава. С Ли Хонгджъ се свързват представители на Китайския национален спортен комитет, на Министерството на общественото здраве и на Китайската асоциация за научни чигонг изследвания (CQRS), с цел създаването на съвместна Фалун Гонг асоциация. Ли отказва предложението. Същата година CQRS издава нов регламент, който налага всички чигонг учения да създадат клон към Комунистическата партия. Ли отново отказва.
Напрежението между Ли и CQRS продължава да се покачва през 1996 г. Заради нарастващата популярност на Фалун Гонг, която се приписва като цяло на ниските разходи, конкурентите на Ли от други чигонг общества го обвиняват, че сваля цените. Според Шехтер чигонг обществото, към което Ли и други чигонг майстори принадлежат, са поискали от Ли да повиши таксите си, а той отново е подчертал необходимостта ученията да бъдат безплатни.
През март 1996 г., в отговор на нарастващите разногласия, Фалун Гонг се оттегля от CQRS, след което действа извън официалното одобрение на държавата. Представители на Фалун Гонг се опитват да се регистрират в други държавни органи, но биват отхвърлени. Ли Хонгджъ и Фалун Гонг са извън обсега на личните отношения и финансовите обмени, чрез които майстори и техните чигонг организации могат да намерят място в държавната система, както и защитата, която тя предоставя.

### 1996 – 1999 г.
Оттеглянето на Фалун Гонг от държавния CQRS съответства на по-широка промяна в отношението на правителството към чигонг практиките. Тъй като критиците на чигонг в правителството стават по-влиятелни, властите започват да се опитват да ограничат разрастването и влиянието на тези групи, някои от които натрупват десетки милиони последователи. В средата на 90-те години държавните медии започват да публикуват критични към чигонг статии.
Първоначално Фалун Гонг е защитен от нарастващата критика, но след оттеглянето си от CQRS през март 1996 г. губи тази защита. На 17 юни 1996 г. влиятелният държавен вестник „Гунмин“, публикува критична статия срещу Фалун Гонг, в която централният му текст „Джуан Фалун“ е описан като пример за „феодално суеверие“. Авторът пише, че историята на човечеството е „борба между науката и суеверието“ и призова китайските издатели да не отпечатват „псевдонаучни книги на измамници“. Статия е последвана от поне двадесет други във вестници из цялата страна. Скоро след това, на 24 юли, Централният отдел за пропаганда забранява публикуването на книгите на Фалун Гонг (въпреки че забраната не се прилага систематично). Държавно администрираната Будистка асоциация на Китай също започва да отправя критики към Фалун Гонг, настоявайки светските будисти да не възприемат тази практика.
Събитията са сериозно предизвикателство пред Фалун Гонг, което практикуващите не подценяват. Хиляди последователи на Фалун Гонг пишат на вестник „Гунмин“ и на CQRS с оплакване срещу мерките, като твърдят, че те са в нарушение на директивата „Три пъти Не“ на Ху Яобан от 1982 г., която забранява на медиите да насърчават или критикуват чигонг практиките. В други случаи практикуващите Фалун Гонг организират мирни демонстрации пред сградите на медиите или службите на местните власти, за да поискат оттегляне на възприетото несправедливо отразяване. Ли Хонгджъ прави изявления, че реакцията на практикуващите към критиките показва сърцата им и „ще отдели фалшивите ученици от истинските“, което показва, че публичната защита на практиката е праведен акт и важен аспект на култивацията във Фалун Гонг.
Полемиката срещу Фалун Гонг е част от по-голямо движение в държавните медии, противопоставящо се на чигонг организациите. Въпреки че Фалун Гонг не е единствената цел на медийната критика, нито единствената група, която протестира, техният отговор е най-мобилизиран и непоколебим. Много от протестите на Фалун Гонг срещу отрицателните медийни описания са успешни, което води до оттеглянето на няколко вестникарски истории, критикуващи практиката. Това допринася за убеждението на практикуващите, че медийните твърдения срещу тях са фалшиви или преувеличени и че позицията им е оправдана.
През юни 1998 г. Хъ Зуоксиу, открит критик на чигонг и ожесточен защитник на марксизма, се поява в токшоу по Пекинската телевизия и открито омаловажава чигонг групите, като специално споменава за Фалун Гонг. Практикуващите Фалун Гонг реагират с мирни протести и като лобират станцията да даде опровержение. Репортерът, отговорен за предаването е уволнен и няколко дни по-късно е излъчено предаване, представящо Фалун Гонг в добра светлина. Практикуващите Фалун Гонг организират демонстрации в още 14 медии.
През 1997 г. Министерството на обществената сигурност започва да разследва дали Фалун Гонг трябва да се счита за „xie jiao“ (邪教, „еретично учение“). В доклада се стига до заключението, че „досега не са намерени никакви доказателства“. На следващата година обаче, 21 юли 1998 г., Министерството на обществената сигурност издава документ № 555 – „Известие за разследване на Фалун Гонг“. Документът твърди, че Фалун Гонг е „еретично учение“ и постановява да бъде започнато друго разследване, за да се намерят доказателства в подкрепа на заключението. Практикуващите Фалун Гонг съобщават, че са подслушвани телефонните им линии, че е нахлувано в домовете им и биват прогонвани от местата за упражняване на Фалун Гонг от служители на обществената сигурност.
В този времеви период, дори когато в някои кръгове критиките към чигонг и Фалун Гонг ескалират, практиката се поддържа от множество високопоставени лица в правителството. През 1998 г. пенсионираният председател на Постоянния комитет на националния народен конгрес Куао Ши, инициира собствено разследване за Фалун Гонг. След месеци на разследване групата му стига до извода, че „Фалун Гонг има стотици ползи за китайския народ и Китай и няма нито един лош ефект“. През май същата година Националната спортна комисия на Китай стартира собствено проучване на Фалун Гонг. В интервюта с над 12 000 практикуващи Фалун Гонг в провинция Гуандун те заявяват, че са убедени, че упражненията и ефектите от Фалун Гонг са отлични, както и че имат извънреден принос към подобяването на стабилността и етиката на обществото".
В периода на нарастващо напрежение с правителството, основателят на практиката Ли Хонгджъ през повечето време отсъства от страната. През март 1995 г. Ли напуска Китай, за да преподава своята практика във Франция, а след това и в други страни, а през 1998 г. получава право на постоянно пребиваване в Съединените щати.
До 1999 г. оценките, предоставени от Държавната комисия по спорт, предполагат, че в Китай е имало 70 милиона практикуващи Фалун Гонг. Анонимен служител на националната спортна комисия на Китай по това време е цитиран в интервю за US News & World Report да казва, че ако 100 милиона (души) теоретично възприемат Фалун Гонг или друга форма на чигонг, ще има драматично намаляване на разходите за здравеопазване и че „премиерът Джу Ронджи е много доволен от това“.

### Протестите на Тиендзин и Джоннанхай
Към края на 90-те години, отношенията на комунистическата партия с разрастващото се Фалун Гонг движение стават все по-напрегнати. Докладите за дискриминация и наблюдение от Бюрото за обществена сигурност се увеличават, а практикуващите Фалун Гонг рутинно организират седящи демонстрации в отговор на медийни статии, които смятат за несправедливи. Противоречащите си разследвания, започнати от Министерството на обществената сигурност от една страна и Държавната комисия по спорт и Куао Ши, от друга, показват разногласията между китайските елити относно това как да се гледа на разрастващата се практика.
През април 1999 г. статия, критикуваща Фалун Гонг, е публикувана в списание „Млад читател“ на университета в Тиендзин. Статията е с автор физикът Ху Зуоксиу, който, както отбелязват Портър и Гудман, е роднина на секретаря на Политбюро и на обществената сигурност Луо Ган. Статията представя чигонг и по-специално Фалун Гонг като суеверни и вредни за младите хора. Практикуващите Фалун Гонг откликват, като се появяват пред офисите на вестника с искане статията да бъде оттеглена. За разлика от предишни случаи, в които протестите на Фалун Гонг са успешни, на 22 април демонстрацията в Тиендзин е разбита от пристигането на триста полицейски части. Някои от практикуващите биват бити, а четиридесет и пет са арестувани. На други практикуващи Фалун Гонг е казано, че ако искат да обжалват по-нататък, трябва да се обърнат към Министерството на обществената сигурност и да отидат в Пекин, за да подадат обжалване.
В отговор, Фалун Гонг общността бързо се мобилизира и в сутринта на 25 април над 10 хиляди практикуващи се събират близо до Централната служба за обжалване, за да поискат прекратяване на ескалиращия тормоз срещу движението и да поискат освобождаването на практикуващите в Тиендзин. По думите на Бенджамин Пени, практикуващите търсят отстраняване на причините от страна на ръководството на страната, като отиват при тях и „макар много тихо и учтиво, заявяват, че няма да бъдат третирани толкова зле“. Журналистът Итън Гудман пише, че офицерите по сигурността ги очакват, и изблъскват практикуващите на ул. Фую, пред държавната сграда Джоннанхай. Там, те седяли или четяли тихо на тротоарите около сградата.
Петима представители на Фалун Гонг се срещат с премиера Джу Ронджи и други висши чиновници, за да договорят решение. Представителите на Фалун Гонг били уверени, че режимът поддържа физическите упражнения за подобряване на здравето и не счита Фалун Гонг за антиправителствен. При достигането на тази резолюция, тълпата Фалун Гонг протестиращи се разотива.
Генералният секретар на партията Дзян Дземин е уведомен за демонстрацията от члена на Политбюро на ККП Луо Ган и, според разказите, се огорчава от дързостта на демонстрацията – най-голямата от протеста на площад Тянанмън десет години по-рано. Дзян призова за решителни действия за потискане на групата и според съобщенията, критикува премиера Джу, че е „прекалено мек“ в отношението си към ситуацията. Същата вечер Дзян пише писмо, в което посочва желанието си да види Фалун Гонг „победен“. В писмото Дзян изразява загриженост относно размера и популярността на Фалун Гонг и по-специално за големия брой членове и старши членове на комунистическа партия сред практикуващите Фалун Гонг. Той също така уточнява, че моралната философия на Фалун Гонг е в противоречие с атеистките ценности на марксистко-ленинизма и следователно представлява форма на идеологическа конкуренция.
Фалун Гонг държи Дзян Дземин лично отговорен за решението практиката са бъде преследвана. Пийрман цитира причини като предполагаемата лична ревност към Ли Хонгджъ; Сайч посочва, че гневът на Дзян от широко разпространеното позитивно отношение към Фалун Гонг и идеологическата борба са причина за последвалите репресии. Вили Уо-Лап Лам предлага, че решението на Дзян да потисне Фалун Гонг е свързано с желанието да се затвърди властта му в Политбюро. Според Хюман Райтс Уоч, лидерите на комунистическата партия и управляващият елит далеч не са обединени в своята подкрепа за репресиите.

## Преследване
На 20 юли 1999 г., сили на сигурността отвличат и задържат хиляди Фалун Гонг практикуващи, които те идентифицират като „лидери“. Два дни по-късно, на 22 юли, Министерството на Гражданските дела в КНР, обявява Изследователското общество Фалун Дафа извън закона и го обявява за незаконна организация „замесена в незаконни дейности, проповядваща суеверия и разпространяваща заблуди, подбудителство и създаване на безредици и застрашаваща социалната стабилност“. Същият ден, Министерството на обществената сигурност издава забрана за практикуване на Фалун Гонг в групи, за притежание на Фалун Гонг книги, демонстрация на банери и символи, както и против протести срещу забраната.
Последващата кампания има за цел да „изкорени“ групата чрез комбинация от пропаганда, арести и принудително превъзпитание на мисленето на практикуващите, което води до смъртни случаи. През октомври 1999 г., четири месеца след забраната е създаден закон, който поставя извън закона „неортодоксални религии“ и осъжда последователите на Фалун Гонг на затвор.
Изчислява се, че стотици хиляди са незаконно задържани. Арестувани практикуващи разказват, че са били обект на насилствен труд, психичен тормоз, мъчения и други насилствени методи на превъзпитаване на убежденията им от Китайските власти.. Американското правителство и изпълнителната комисия за Китай в конгреса на САЩ цитират проучвания, според които половината от хората в превъзпитателните лагери в Китай са Фалун Гонг практикуващи.. Изследователят Итън Гудман изчислява, че Фалун Гонг представлява средно 15 до 20% от цялата „laogai“ популация, включващ в себе си превъзпитателни трудови лагери, както и затвор и други форми на административни наказания. Бивши задържани в системата на трудовите лагери докладват, че Фалун Гонг практикуващите са една от най-многобройните групи лишени от свобода; в някои от трудовите лагери и затвори те съставляват мнозинството от задържаните и често получават най-дългите присъди и най-лошото отношение.. Доклад от 2013 година на Амнести Интернешънъл за трудовите превъзпитателни лагери открива, че Фалун Гонг практикуващите „представляват средно от 1/3, до някои случаи от 100% от цялата популация“ на някои лагери.
Според Джонсън, кампанията срещу Фалун Гонг обхваща множество аспекти на обществото, включително медийния апарат, полицейските сили, военните, образователната система и работните места. Допълнителен конституционен орган, т.нар. „Бюро 610“, е създаден за „следи“ за успеха на кампанията. Human Rights Watch (2002) отбелязва, че семейства и хората на работните места са призовавани да сътрудничат на правителството.

### Спекулации върху обосновката
Чуждестранни наблюдатели са се опитвали да обяснят аргументите на партията за забраната на Фалун Гонг, произлизащи от различни фактори. Те включват: популярността на Фалун Гонг, историческият опит на Китай с квази-религиозни движения, превърнали се в насилствени бунтове, независимостта на движението от държавата и отказа да следва държавната линия, вътрешно политически сили в Комунистическата партия и моралното и духовно съдържание на Фалун Гонг, което противоречи на официалната Марксистка идеология.
Новинарската агенция „Синхуа“, която е официална организация към Комунистическата партия, заявява, че Фалун Гонг „противоречи на Комунистическата партия на Китай и на правителството, проповядва идеализъм, теизъм и феодално суеверие“ Синхуа също твърди, че „т.нар. принцип на „истина, доброта, търпение“ проповядван от Фалун Гонг, няма нищо общо със социалистическия етичен и културен прогрес, който се стремим да постигнем" и твърди, че е необходимо да се смаже Фалун Гонг, за да се запази „водещата роля и чистота“ на Комунистическата партия. Други статии, появили се през първите дни и седмици след забраната, наблягат, че Фалун Гонг трябва да бъде победен, защото неговата „теистка“ философия е в противоречие с Марксистко-Ленинската парадигма и със светските ценности на материализма.
Уили Уо-Лап Лам пише, че кампанията на Дзян Дземин против Фалун Гонг може да е била използвана за насърчаване на преданост към самия него; Лам цитира ветеран в партията, който казва: „чрез иницииране на движение в стила на Мао, Дзян принуждава висшите кадри да засвидетелстват преданост към него“. Вашингтон пост съобщава, че източници посочват, че не всички членове на постоянния комитет на Политбюро споделят възгледите на Дзян, че Фалун Гонг трябва да бъде изкоренен, но Джеймс Тонг твърди, че не е имало значителна съпротива от Политбюро.
Human Rights Watch отбелязва, че репресиите над Фалун Гонг отразяват историческите усилия на Комунистическата партия да изкорени религията, за която правителството смята, че по своята същност е подривна. Китайското правителство защитава пет „патриотични“, одобрени от Комунистическата партия религиозни групи. Нерегистрирани религии, които попадат извън одобрените от държавата организации подлежат на репресия. The Globe and Mail пише: „... всяка група, която не е под контрола на Партията е опасна“. Крейг Смит от The Wall Street Jurnal пише, че партията се усеща невероятно заплашена от всяка система от вярвания, която предизвиква нейната идеология и има способността да се самоорганизира. Фалун Гонг, чиято система от вярвания представлява съживяване на традиционната китайска религия, която се практикува от голям брой членове на Комунистическата партия и членовете на армията, се разглежда като особено тревожна за Дзян Дземин; Според Джулия Чинг, „Дзян приема заплахата от Фалун Гонг като идеологическа: духовни убеждения срещу войнствения атеизъм и историческия материализъм. Той желае да очисти правителството и военните от такива вярвания“.
Юеджи Джао посочва няколко други фактори, които може да са довели до влошаване на отношенията между Фалун Гонг и китайската държава и медии. Те включват вътрешни конфликти в Китайското чигонг общество, влиянието на противници на чигонг над лидерите на комунистическата партия и споровете между Фалун Гонг и китайският властови елит от средата на 1996 г. до средата на 1999 г., относно статуса на движението и отношението към него. Според Джао, практикуващите Фалун Гонг са си създали „съпротивляваща се идентичност“, която застава против надделяващото преследване на богатство, власт, научна рационалност и „цялата ценностна система, асоциирана с Китайския проект за модернизация“ В Китай практиката представлява местната духовна и морална традиция и културно възраждане, което е в рязък контраст с „Марксизъм с китайски характеристики“.
Вивиън Шу също пише, че Фалун Гонг представлява цялостно предизвикателство за легитимността на Комунистическата партия. Шу твърди, че китайските владетели исторически са получили легитимност от твърдението им за притежание на ексклузивна връзка с „Истината“. В имперски Китай истината се основавала на Конфуцианската и Даоистка космология, докато в случая на Комунистическата партия, истината е представена от Марксистко-Ленинизма и историческия материализъм. Фалун Гонг оспорва Марксистко – Ленинската парадигма, съживявайки разбирането базирано на по-традиционни будистки и даоистки концепции. Дейвид Оунби твърди, че Фалун Гонг също оспорва хегемонията на Комунистическата партия над Китайския националистични дискурс: „[Фалун Гонг] пресъздавато на различна визия на китайската традиция и нейната съвременна стойност е толкова заплашително за държавата и партията, защото отрича единственото им право да определят смисъла на китайския национализъм.“.
Мария Чанг отбеляза, че след свалянето на династията Цин, „хилядолетни движения са оказвали дълбоко въздействие върху хода на китайска история“, колуминирайки в Китайските революции от 1949 г., които довеждат китайските комунисти на власт. Патци Ран (2002) описва парадигма на конфликт между китайски сектантски групи и владетелите, които те често предизвикват. Според Ран, историята на тази парадигма започва от падането на династията Хан: „Модела на управляващите, да наблюдават зоркото сектантските групи, понякога заплашени от тях, понякога повеждайки кампании срещу тях, започва още през втори век и продължава през периода на династиите, през ерата на Мао и в настоящето.“

### Програми за превъзпитание
Според Джеймс Тонг, режимът има за цел както принудителното разпадане на Фалун Гонг движението, така и „трансформация“ на практикуващите. До 2000 г. партията подсилва кампанията си, като осъжда „рецидивирали“ практикуващи на „превъзпитание чрез труд“ в опит да ги накара да се отрекат от своите вярвания и да „трансформират“ мисленето си. Условията са произволно разширени от полицията, като към някои практикуващи се отправяни нееднозначни обвинения, като например „нарушаване на обществения ред“, „застрашаване на националната сигурност“ или „подкопаване на социалистическата система“. Според Бейески, мнозинството от дългосрочните Фалун Гонг задържани се обработват административно чрез тази система, вместо системата на наказателното правораздаване. След края на превъзпитателните си присъди практикуващите, които не се отказват от практиката, биват затваряни в „центрове за правно образование“, създадени от провинциалните власти, за да „преобразуват умовете им“.
Голяма част от програмата за преобразуване се основава на техниките за внушение и мисловна реформа на Мао, където практикуващите Фалун Гонг биват принуждавани да гледат телевизионни програми против Фалун Гонг и да посещават семинари за Марксизъм и материализъм. Традиционният Марксизъм и материализмът са основното съдържание на сесиите.
Представата на процеса на преобразуване, който правителството иска да наложи, разчита на психологическото убеждаване и различни от техники за „меко убеждаване“; Това е „идеалната норма“ в докладите на режима, според Тонг. От друга страна, Фалун Гонг разказва за „тревожни и зловещи“ форми на принуда срещу практикуващите, които не се отказват от своите убеждения. 14 474 случая се класифицират като различни методи на мъчение, според Тонг (агенции на Фалун Гонг документират над 63 000 отделни случая на мъчения). Сред тях има случаи на тежки побои; психическо мъчение, телесно наказание и насилствена принуда, тежкотоварен труд и стресови позиции; изолирано задържане при мизерни условия; „топлинна обработка“, включително изгаряне и замразяване; електрически шокове, подавани в чувствителни части на тялото, които могат да доведат до гадене, конвулсии или припадъци; принудително хранене; забиване на бамбукови клечки под ноктите; лишаване от храна, сън и използване на тоалетна; изнасилване и групово изнасилване; задушаване; заплахи, изнудване и прекратяване на работната заетост и статута на студентите.
Достоверността на случаите изглежда може да се потвърди, като в множеството описани случаи (1) идентифицират практикуващия по възраст, професия и местопребиваване; (2) времето и местонахождението на предполагаемото използване на злоупотреба до нивото на областта, общината, селото и често конкретната затворническа институция; и (3) имената и ранга на предполагаемите извършители. Много от тези доклади включват списъци с имената на свидетели и описания на нараняванията, казва Тонг. Публикуването на „постоянно злоупотребяващо, често брутално поведение от назовани лица с официалното им име, място и време на изтезания“ предполага, че няма официална воля за прекратяване и отказ на такива дейности.

### Смъртни случаи
Поради трудностите при потвърждаването на докладите за смъртта вследствие на мъчения в Китай, оценките за броя на практикуващите Фалун Гонг, убити при преследване, варират значително. През 2009 г. „Ню Йорк Таймс“ съобщава, че според групи за защита на човешките правата, репресиите са отнели най-малко 2000 живота.От Амнести интенешънъл докладват, че най-малко 100 практикуващи Фалун Гонг са загинали през календарната 2008 година в ареста или малко след освобождаването им. Източници на Фалун Гонг са документирали над 3700 смъртни случая. Разследващият журналист Итън Гудман изчислява, че 65 000 Фалун Гонг са били убити за техните органи от 2000 до 2008 г. въз основа на обширни интервюта, докато изследователите Дейвид Килгор и Дейвид Матас съобщават, че „източникът на 41 500 трансплантации за шестгодишния период 2000 – 2005 г. е необясним“.
Но в доклад от 2016 г. Дейвид Килгор открива, че е подценил броя им. В новия си доклад той установява, че официалните оценки на правителствен служител за обема на органите, събрани след преследването на Фалун Гонг, са вече 150 000 до 200 000. Медии изчисляват от това проучване смъртност от 1 500 000. Итън Гудман изчислява от тази актуализация, че 60 до 110 хиляди органа се събират в Китай всяка година, отбелязвайки, че е: „трудно, но правдоподобно да се съберат 3 органа от едно тяло“ и също нарича събирането на органи „нова форма на геноцид, посредством най-уважаваните членове на обществото.“.
Китайските власти не публикуват статистически данни за практикуващите Фалун Гонг, убити при репресиите. В отделни случаи обаче властите са отрекли, че задържаните са починали в резултат на изтезания.

### Насилствено отнемане на органи
През 2006 г. се появяват твърдения, че голям брой практикуващи Фалун Гонг са били убити, в полза на индустрията за трансплантация на органи в Китай. Тези твърдения предизвикват разследване от бившия канадски държавен секретар Дейвид Килгор и адвокатът по човешките права Дейвид Матас.
Докладът Килгор-Матас е публикуван през юли 2006 г. и заключава, че „правителството на Китай и неговите агенции в много части на страната, по-специално в болници, но също и центрове за задържане и „народни съдилища“, от 1999 г. насам са убили голям, но неизвестен брой Фалун Гонг затворници на съвестта.“. Докладът, който се основава главно на косвени доказателства, привлича вниманието към изключително кратките срокове за чакане на органи в Китай – една до две седмици за черен дроб в сравнение с 32,5 месеца в Канада – отбелязвайки, че това е показателно за органи, които се доставят при поискване. Той също така проследява значително увеличение на броя на годишните трансплантации на органи в Китай, започващо през 1999 г., което съответства на началото на преследването на Фалун Гонг. Въпреки много ниските нива на доброволно даряване на органи, Китай извършва втория най-голям брой трансплантации годишно. Килгор и Матас също представиха самоуличаващи материали от уебсайтове на Китайския център за трансплантации, които рекламират непосредствената наличност на органи от живи донори и преписи от интервюта, в които болниците съобщават на потенциални получатели на трансплантация, че могат да получат органи на Фалун Гонг практикуващи.
През май 2008 г. двама специални докладчици на ООН повтарят молбата към китайските власти да отговорят на обвиненията, като посочат източник на органи, който може обясни рязкото нарастване на трансплантациите на органи в Китай след 2000 г. Китайски официални представители откликват, като отричат твърденията за събиране на органи и настояват, че Китай спазва принципите на Световната здравна организация, които забраняват продажбата на човешки органи без писмено съгласие на донорите. В отговор на резолюцията на Американската камара на представителите, която призовава за прекратяване на злоупотребите с трансплантационни практики срещу религиозни и етнически малцинства, говорител на китайското посолство заявява, че „така нареченото събиране на органи от осъдени на смърт затворници е абсолютна лъжа, произведена от Фалун Гонг“ През август 2009 г. специалният докладчик на ООН за изтезанията Манфред Новак заявява: „Китайското правителство тепърва трябва да стане чисто и прозрачно ... Остава да видим как е възможно операциите за трансплантация на органи в китайските болници да нараства масово от 1999 г. насам, макар че никога не са налични много доброволни донори“.
През 2014 г. разследващият журналист Итън Гудман публикува резултата от собственото си разследване. Гудман провежда обширни интервюта с бивши задържани в китайски трудови лагери и затвори, както и бивши служители по сигурността и медицински специалисти, запознати с практиките на Китай за трансплантации. Той съобщава, че събирането на органи от политически затворници вероятно е започнало в провинция Синцзян през 90-те години на миналия век и след това се е разпространило в цялата страна. Гудман изчислява, че около 64 000 затворници от Фалун Гонг може да са били убити за техните органи между 2000 и 2008 г.
В доклад от 2016 г., Дейвид Килгор открива, че данните Гудман са подценени. В новия си доклад той открива, че официалните оценки на правителството за обема на отнетите органи от началото на преследването на Фалун Гонг е от 150 до 200 хиляди. Медийните агенции са екстерполирали от това проучване брой на жертвите на 1,5 милион. Итън Гутман изчислява от това обновление, че 60 до 110 хиляди органи са отнети в Китай годишно, отбелязвайки, че (перефразирано): „трудно, но е правдоподобно да отнемеш 3 органа от едно тяло“ и също нарича отнемането „нова форма на геноцид, използваща най-уважаваните членове на обществото.“

### Медийна кампания
Кампанията на китайското правителство срещу Фалун Гонг се ръководи от мащабна пропаганда чрез телевизия, вестници, радио и интернет. През първия месец от репресията 300 – 400 статии, атакуващи Фалун Гонг, се появяват във всеки от главните държавни вестници, докато в най-гледаното време на телевизията се повтарят предполагаемо изобличаващи репортажи, без да се показват различни гледни точки по темата. Пропагандната кампания се фокусира върху обвиненията, че Фалун Гонг застрашава социалната стабилност, че е измамен и опасен, че е „анти-наука“ и застрашава напредъка чрез аргумента, че моралната философия на Фалун Гонг е несъвместима с Марксистката социална етика.
Китайските учени Даниел Райт и Джоузеф Фейсмит твърдят, че няколко месеца след като Фалун Гонг бива забранен, вечерните новини на Китайската Централна телевизия съдържат малко, но анти-Фалун Гонг реторика; Правителствената операция е „проучване на пълната демонизацията“, пишат те. Фалун Гонг е сравнен с „плъх, който пресича улицата, и за когото всички крещят да бъде смачкан“ от Пекин Дейли, други официални лица заявяват, че това ще бъде „дългосрочна, сложна и сериозна“ борба за „изкореняването“ на Фалун Гонг.
Държавната пропаганда първоначално използва положителната нагласа към научния рационализъм, за да твърди, че светогледът на Фалун Гонг е в „пълна опозиция на науката“ и комунизма. Например Народният дневник заявява на 27 юли 1999 г., че борбата срещу Фалун Гонг „е борба между теизма и атеизма, суеверието и науката, идеализма и материализма“. Други публикации заявяват, че „идеализма и теизма“ на Фалун Гонг „абсолютно противоречи на фундаменталните теории и принципи на марксизма“ и че принципът на „истината, доброта и търпение“, проповядван от Фалун Гонг, няма нищо общо със социалистическия етичен и културен напредък, който се стремим да постигнем." Потискането на Фалун Гонг е представено като необходима стъпка към запазване на „водещата роля“ на комунистическата партия в китайското общество.
Въпреки усилията на партията, първоначалните обвинения срещу Фалун Гонг не успяват да привлекат широка подкрепа за преследването на групата. През месеците след юли 1999 г. реториката в държавната преса ескалира, включвайки обвинения, че Фалун Гонг заговорничи с чуждестранни „анти-китайски“ сили. През октомври 1999 г., три месеца след началото на преследването, вестник „People Daily“ твърди, че Фалун Гонг е „xiejiao“ В превод този термин означава „еретическо учение“, но по време на пропагандната кампанията срещу Фалун Гонг се представя като „зъл култ“ на английски език. В контекста на имперския Китай терминът „xiejiao“ се е отнасял до неконфуциански религии, макар че в контекста на комунистическия Китай той се използва да напада религиозни организации, които не се подчиняват на властта на комунистическата партия.
Иън Джонсън твърди, че прилагането на етикета „култ“ към Фалун Гонг ефективно „прикрива репресиите на правителството с легитимността на анти-култовото движение на Запада“. Той обаче отбелязва, че Фалун Гонг не припокрива общите определения за култ: „членовете му се женят извън групата, имат външни от групата приятели, заемат нормални работни места, не живеят изолирани от обществото, не вярват, че краят на света предстои и не дават значителни суми на организацията ... тя не проповядва насилие и в сърцето си е аполитична, вътрешно-ориентирана дисциплина, чиято цел е духовно изчистване и подобряване на здравето“. Дейвид Оунби пише в подобен стил, че „целия проблем с предполагаемата култова природа на Фалун Гонг е заблуда от самото начало, умно експлоатирана от Китайската държава, с цел да заличи позитивния образ на Фалун Гонг. Според Джон Пауърс и Мег Й. М. Лий, тъй като Фалун Гонг е категоризиран в популярното възприятие като „аполитичен клуб за чигонг упражнения“, той не се разглежда като заплаха за правителството. Следователно основната стратегия в кампанията за потискането на Фалун Гонг е да накара хората да прекласифицират Фалун Гонг в редица „отрицателно заредени религиозни етикети“ като „зъл култ“, „секта“ или „суеверие“, Мълчаливите протести на групата бяха обявени като създаващи „социални безредици“. В този процес на подмяна правителството се опитва да се възползва от „дълбок резервоар на отрицателни чувства, свързани с историческата роля на квази-религиозните култове като дестабилизираща сила в китайската политическа история“.
Повратна точка в пропагандната кампания наспъпва в навечерието на китайската Нова година на 23 януари 2001 г., когато пет души се опитват да се самозапалят на площад Тянанмън. Официалната китайска пресагенция „Синхуа“ и други държавни медии твърдят, че самозапалилите се са практикуващи, въпреки че Информационният център Фалун Дафа оспорва това на основание, че учението на движението изрично забранява самоубийство и убийства. и като твърди, че събитието е „жестоко (но умно) каскадьорско изпълнение“. Инцидентът се отразява по международните новини и по-късно видео кадри се излъчват в Китай от Китайската Централна телевизия (CCTV). Показани са кадри на горящото 12-годишното момче Лиу Сийинг и интервюта с останалите участници, в които те заявяват вярата си, че самозапалването ще ги заведе в рая. Но един от продуцентите на CNN на мястото на събитието споделя, че дори не е видял дете там. Източници на Фалун Гонг и други коментатори посочват, че разказите на основните участници за инцидента и други аспекти на поведението на участниците са несъвместими с ученията на Фалун Дафа. Media Channel и International Education Development (IED) се съгласяват, че предполагаемият случай на самозапалване е бил организиран от ККП, за да „докаже“, че Фалун Гонг промива съзнанието на своите последователи да се самоубиват и следователно трябва да бъде забранен като заплаха за нацията. Изявлението на IED на 53-та сесия на ООН описва насилствената атака на Китай срещу практикуващите Фалун Гонг като държавен тероризъм и описва самозапалването като „организирано от правителството“. Журналистът във „Вашингтон пост“ Филип Пан пише, че двамата починали вследствие на самозапалване, не са практикуващи Фалун Гонг. Лиу Сийънг умира внезапно на 21 март 2001 г., след като изглеждал очевидно добре и бил готов да напусне болницата, за да се прибере вкъщи. Списание Time съобщава, че преди инцидента на самозапалване, много китайци не усещали Фалун Гонг като реална заплаха, и смятали че репресиите на държавата са отишли твърде далеч. След събитието обаче медийна кампания в континентален Китай срещу Фалун Гонг придобива значителна сила. Тъй като общественото одобрение към Фалун Гонг спаднало, правителството започва да одобрява „системното използване на насилие“ срещу групата.
През февруари 2001 г., месец след инцидента в площад Тянанмън, Дзян Дзъмин свиква рядка Централна работна конференция, за да подчертае важността на непрекъснатата работа по кампанията срещу Фалун Гонг и да обедини висшите партийни служители зад усилията по нея. Под ръководството на Дзян репресиите срещу Фалун Гонг стават част от китайския политически епос на „поддържане на стабилността“ – почти една и съща реторика, използвана от партията по време на „Тянанмън“ през 1989 г. Посланието на Дзян резонира и в Националния народен конгрес през 2001 г., където изкореняването на Фалун Гонг е свързано с икономическия напредък на Китай. Макар и по-малко забележим в националния дневен ред, преследването на Фалун Гонг продължава и след оттеглянето на Дзян; Последващи кампании на високо ниво като „железен юмрук“ срещу Фалун Гонг стартират през 2008 и 2009 г. През 2010 г. се стартира тригодишна кампания за подновяване на опитите за принудително „превъзпитание“ на практикуващите Фалун Гонг.

## В образователната система
Пропагандните усилия срещу Фалун Гонг проникнат също в китайската образователна система. Следвайки забрана на Фалун Гонг от 1999 г. на Дзян Дзъмин, тогавашният министър на образованието Чен Джили, стартира активна кампания за популяризиране на линията на партията за Фалун Гонг във всички нива на академичните институции, включително висши училища, университети и колежи, средни училища, начални училища и детски градини. Нейните усилия включват „клетва, подобна на тази от културната революция“ в китайските училища, която изисква членове на катедрата, персонал и ученици публично да осъждат Фалун Гонг. Учителите, които не спазват програмата на Чен, били освобождавани или задържани; на студентите, които не сътрудничели, било отказвано да учат, били гонени от училище или изпращани в „превъзпитателни“ лагери, за да променят мисленето си. Чен също така работи за разпространението на академичното пропагандно движение срещу Фалун Гонг в чужбина, като използва национално образователно финансиране, за да дарява помощ на чуждестранни институции, насърчавайки ги да се противопоставят на Фалун Гонг.

## Отговор на Фалун Гонг на преследването
Отговорът на Фалун Гонг на преследването в Китай започва през юли 1999 г. с обжалване пред местните, провинциални и централни офиси за петиции в Пекин. Скоро прогресира в по-големи демонстрации, като стотици практикуващи Фалун Гонг пътуват ежедневно до площад Тянанмън, за да изпълняват упражнения или да издигат банери в защита на практиката. Тези демонстрации биват постоянно разпръсквани от силите за сигурност, а участващите практикуващи биват арестувани, понякога с насилие и задържани. До 25 април 2000 г. на площада са арестувани общо над 30 000 практикуващи; 700 последователи на Фалун Гонг са арестувани по време на демонстрация на площада на 1 януари 2001 г. Обществените протести продължават и през 2001 година. Иън Джонсън пише за Wall Street Journal: „верните на Фалун Гонг създават може би най-устойчивото предизвикателство пред властите в 50-те години на комунистическо управление“
До края на 2001 г. демонстрациите на площад Тянанмън стават все по-редки и практиката бива накарана да се прикрие. Със загубата на инерция на публичните протести, практикуващите създали скрити „места за материали“, на които да се произвеждат книги и DVD-та, с цел противопоставяне на изобразяването на Фалун Гонг в медиите. Практикуващите разпространявали тези материали, често от врата до врата. Източниците на Фалун Гонг изчисляват, че от 2009 г. над 200 хил. такива места съществуват в Китай. Производството, притежаването или разпространението на тези материали често е основание за служители по сигурността, да задържат или да осъдят практикуващите Фалун Гонг.
През 2002 г. активисти на Фалун Гонг в Китай прекъсват редовната държавна телевизионна програма и я заместват със собственото съдържание. Един от най-забележителните случаи е през март 2002 г., когато практикуващите Фалун Гонг в Чанчун прекъсват осем кабелни телевизионни мрежи в провинция Дзилин и за около час излъчват предаване, наречено „Самозапалване или режисирано изпълнение“. Всички шест замесени практикуващи Фалун Гонг са заловени през следващите няколко месеца. Двама са незабавно убити, а останалите четирима умират до 2010 г. в резултат на травми, получени в затвора.
Извън Китай, практикуващите Фалун Гонг създават международни медийни организации, с цел по-широко разпространение на своята кауза и отправяйки предизвикателство към историите от Китайските държавни медии. Някои от тях са вестник „The Epoch Times“, телевизия „New Tang Dynasty“ и радио „Sound of Hope“. Според Джао, чрез „The Epoch Times“ може да се забележи как Фалун Гонг изгражда „де факто медиен съюз“ с китайските демократични движения в изгнание, както демонстрира чрез честото отпечатване на статии от видни китайски критици на Китайското правителство През 2004 г., The Epoch Times публикува колекция от девет заглавия, представящи критична история на управлението на Комунистическата партия. Това допринася за разрастването на движението „Туиданг“, което насърчава китайските граждани да се откажат от принадлежността си към ККП, включително post fact откази от Комунистическата младежка лига и младите пионери. The Epoch Times твърди, че десетки милиони са се отказали от Комунистическата партия като част от движението, макар че тези числа не са били независимо проверени.
През 2007 г. практикуващи Фалун Гонг в Съединените щати създават Shen Yun Performing Arts, танцова и музикална компания, която обиколи света.
Разработчиците на софтуер на Фалун Гонг в САЩ също са отговорни за създаването на няколко популярни инструмента за заобикаляне на цензурата, използвани от потребителите на интернет в Китай.
Практикуващи Фалун Гонг извън Китай са подали десетки съдебни искове срещу Дзян Дзъмин, Луо Ган, Бо Шилай и други китайски официални лица, обвинявайки ги в геноцид и престъпления срещу човечеството. Според Международните адвокати за правосъдие (International Advocates for Justice), Фалун Гонг е подал най-голям брой съдебни искове за правата на човека през 21 век и обвиненията са сред най-тежките международни престъпления, определени от международните наказателни закони. От 2006 г. в ход са над 54 граждански и наказателни дела в 33 страни. В много случаи съдилищата са отказали да се произнесат по случаите на основание на суверенния имунитет. В края на 2009 г. обаче отделни съдилища в Испания и Аржентина подвеждат под отговорност Дзян Дзъмин и Луо Ган по обвинения в „престъпления срещу човечеството“ и геноцид и искат арестуването им – решението е признато като символично и малко вероятно да бъде изпълнено. Съдът в Испания също обвинява Бо Шилай, Джа Чинлин и Ву Гуандзенг.
Практикуващите Фалун Гонг и техните поддръжници завеждат съдебно дело през май 2011 г. срещу технологичната компания Cisco Systems, като твърдят, че компанията е помогнала за разработването и прилагането на система за наблюдение на китайското правителство за репресиране на Фалун Гонг. Cisco отрича да са персонализирали своята технология за тази цел.

## Фалун Гонг извън Китай
Ли Хонгджъ започва да преподава Фалун Гонг извън страната през март 1995 г. Първата му спирка е в Париж, където по покана на китайския посланик той провежда лекционен семинар в посолството на КНР. Следват лекции в Швеция през май 1995 г. Между 1995 г. и 1999 г., Ли провежда лекции в САЩ, Канада, Австрия, Нова Зеландия, Германия, Швейцария и Сингапур.
Разрастването на Фалун Гонг извън Китай до голяма степен се свързва с миграцията на последователи от континентален Китай на запад през началото до средата на 90-те години. Фалун Гонг клубове и асоциации започват да се появяват в Европа, Северна Америка, Австралия, с дейност централизирана основно до студентски кампуси. Към момента, асистенти на Фалун Гонг и Фалун Дафа асоциации има в 80 държави извън Китай.
Преводи на Фалун Гонг книги започват да се разпространяват в края на 90-те години. С разпространението на практиката извън Китай, Ли Хонгджъ получавал признание в САЩ и на други места в западния свят. През май 1999 г., Ли е посрещнат в Торонто с поздравления от кмета на града и заместник управителя на областта, а през следващите два месеца получава признание и от градовете Чикаго и Сан Хосе.
Въпреки че практиката започва да привлича поддръжници отвъд океана през 90-те години, все още оставала сравнително непозната извън Китай до пролетта на 1999 г., когато напрежението между Фалун Гонг и Комунистическата партия започва да се отразява в международните медии. С нарастването на вниманието към случая, практиката набира все по-голяма популярност извън Китай. След старта на репресиите на Комунистическата партия срещу Фалун Гонг, присъствието на практиката отвъд океана става жизненоважно за съпротивата в Китай. В отговор на репресиите, практикуващите отвъд океана организират постоянни демонстрации, паради, създават различни медии, компании за сценични изкуства и софтуер за заобикаляне на цензурата, предназначен основно за достигане до хората в континентален Китай.
За Фалун Гонг са публикувани редица научни разработки от самото му начало. Повечето от тях са създадени от социални учени, които разследват социалните условия, които водят до създаването на движението.

## Международен отговор
От 1999 г. многобройни западни правителства и организации за защита на правата на човека осъждат репресиите на китайското правителство срещу Фалун Гонг. През 1999 г. членовете на Конгреса на Съединените щати правят публични изказвания и представят няколко резолюции в подкрепа на Фалун Гонг. През 2010 г. резолюция 605 на Камарата на представителите на САЩ призова за „незабавно прекратяване на кампанията за преследване, заплашване, задържане и изтезание на практикуващи Фалун Гонг“, осъжда усилията на китайските власти за разпространяване на „фалшива пропаганда“ за практиката по света и изразява съчувствие към преследваните практикуващи Фалун Гонг и техните семейства.
От 1999 до 2001 г. западните медии правят чести репортажи за Фалун Гонг, основно по повод несправедливото отношение към практикуващите. В края на 2001 г. обаче, обема на медийното отразяване спада рязко и до 2002 г. големи новинарски организации като New York Times и Washington Post почти напълно прекратяват отразяването на Фалун Гонг от Китай.. В изследване на медийния дискурс за Фалун Гонг, изследователят Лееший Лемиш установи, че западните новинарски организации също са станали по-малко балансирани и е по-вероятно да представят некритично разказите на Комунистическата партия, а не тези на Фалун Гонг или групи за защита на правата на човека Адам Франк пише, че в съобщенията за Фалун Гонг доминира западната традиция да се окачествяват китайците като „екзотични“ и че макар фактите да са правилно показани в западното медийно отразяване, н„ормалността на милиони китайски практикуващи, асоциирани с практиката, изчезва“. Дейвид Оунби отбеляза, че заедно с тези тактики, етикетът „култ“, приложен към Фалун Гонг от китайските власти, никога не е изчезнал напълно в съзнанието на някои западняци, а стигмата все още играе роля в предпазливото обществено възприемане на Фалун Гонг.
За да се противопостави на подкрепата на Фалун Гонг на Запад, китайското правителство разшири усилията си срещу групата в международен мащаб. Това включва посещения на дипломати в офисите на вестници, с цел „преувеличаване на добродетелите на комунистическия Китай и злините на Фалун Гонг“, свързвайки подкрепата за Фалун Гонг със „застрашаването на търговските отношения“ и изпращайки писма до местните политици, с нареждане да оттеглят подкрепата си към практиката.
Според Пери Линк натискът върху западните институции има също по-леки форми, включващи академичната самоцензура, според която изследванията върху Фалун Гонг биха могли да доведат до отказ на визи за работа на терен в Китай или изключване и дискриминация от страна на бизнес и обществени групи, които имат връзки с Китай и се страхуват от гнева на комунистическата партия.Въпреки че преследването на Фалун Гонг е причинило значително осъждане извън Китай, някои наблюдатели отбелязват, че Фалун Гонг не е успял да привлече нивото на съчувствие и постоянно внимание, предоставено на други китайски дисидентски групи. Катрина Лантос Суит, заместник-председател на Комисията за международна религиозна свобода на САЩ, отбелязва, че повечето американци са наясно с потискането на „тибетските будисти и нерегистрирани християнски групи или про-демократичните застъпници и застъпниците на свободата на словото като Лиу Сяабо и Ай Уейуей и все пак „не знаят нищо за насилието срещу Фалун Гонг в Китай.“..
Итън Гудман, журналист, който докладва за Китай от началото на 90-те години, се опитва да обясни този очевиден недостиг на публично съчувствие към Фалун Гонг, произтичащ отчасти от пропуски на групата във връзките ѝ с обществеността. За разлика от активистите на демокрацията или тибетците, които са намерили удобно място в западните възприятия, „Фалун Гонг марширува отчетливо на китайски барабан“, пише Гудман. Нещо повече, опитите на практикуващите да предадат своето послание носи част от невежеството на комунистическата партийна култура, включително и възприемането, че практикуващите са склонни да преувеличават, да създават „картини на изтезания, извадени от операта на културната революция“, или „лозунги, вместо факти“. Това е съчетано с общото съмнение на запада за преследваните бежанци. Гудман също така отбелязва, че медийните организации и групи за защита на правата на човека също се самоцензурират по темата, като се има предвид яркото отношение на правителството на КНР към практиката и потенциалните последици от правенето на явни изявления от името на Фалун Гонг.
Ричард Мадсън пише, че Фалун Гонг няма силна подкрепа от американските избирателни райони, които обикновено подкрепят религиозната свобода. Например консервативни морални убеждения на Фалун Гонг са отчуждили някои либерални привърженици на запад (например учението срещу промискуитет и хомосексуалното поведение). Обратно, християнските консерватори не отдават същото значение на практиката като на преследваните китайски християни. Мадсън обвинява американският политически център, че не иска да повдигне толкова силно въпроса за правата на човека, за да не наруши търговските и политическите отношения с Китай. По този начин Фалун Гонг практикуващите до голяма степен трябва да разчитат на собствените си ресурси, за да отговорят на репресиите.
През август 2007 г., по искане на Фалун Гонг, нововъзстановеният Rabbinic Sanhedrin (Най-висшият съд и върховен съвет в древен Йерусалим) осъжда преследването на движението от страна на китайското правителство.